# كهوف تشينهويي
كهوف تشينهويي (كهوف سينويا سابقًا) هي مجموعة من كهوف الحجر الجيري والدولوميت في شمال وسط زيمبابوي. تم تعيينها كمتنزه وطني في عام 1955، وتديرها هيئة إدارة المتنزهات والحياة البرية في زيمبابوي.

## الدين
تحتل الكهوف مكانة مهمة في الديانات الأفريقية التقليدية، حيث تعتبر الكهوف نفسها موقعًا لرقصة المطر، وتحيط بها غابة مقدسة لا يمكن قطع الأشجار منها.

## وصلات خارجية
- Chinhoyi Caves Zimbabwe